# Premier concile de Mâcon
Pour les articles homonymes, voir Concile de Mâcon.
Le premier concile de Mâcon (Matisconensis), qui a lieu en 581 (donné parfois en 583), est convoqué par le roi Gontran, et se déroule sous la présidence de Priscus, évêque de Lyon. On y prononce 19 canons.

## Datation
Louis Duchesne cite Friedrich Maassen (en) qui distinguait deux conciles de Lyon, celui de 581 et celui de 583, année qu'il retient pour ce premier concile de Mâcon. Adolphe-Charles Peltier (1847) indiquait qu'il aurait pu se dérouler entre 581/582, voir en 579.
Karl Joseph von Hefele (1870) place ce premier concile en 581, tout comme Louis Duchesne (1907) qui, après analyse du texte de Histoire des Francs de Grégoire de Tours, observe qu'il y aurait eu « un concile de Lyon et un autre ad regem, c'est-à-dire dans une des résidences royales de Bourgogne, vers Chalon ou Mâcon, la même année. Or nous avons deux conciles tenus la même année du roi Gontran, l'un à Lyon, l'autre à Mâcon ».
L'archiviste paléographe Odette Pontal, dans son Histoire des conciles mérovingiens, paru en 1989, donne le 1er novembre, mais hésite entre 581/583. Les auteurs de Canons des Conciles mérovingiens (1989), Jean Gaudemet et Brigitte Basdevant-Gaudemet, le placent à l'année 581.
En effet, selon le texte déclaré, le concile fut tenu, d'une part, sous le roi Gontran à « la vingt et unième année de son règne », et d'autre part à « la cinquième du pontificat » de Pélage II, d'où difficulté de datation. Ces deux provoquent une incohérence entre eux.

## Contexte
L'assemblée est convoquée par Gontran, roi de Bourgogne, du Berry, de l'Orléanais et de la Provence méridionale, en 581.

## Décisions
Dix-neuf (19) canons sont établis, :
1. Obligation pour les évêques, les prêtres et les diacres ne pas avoir de rapport avec des femmes qui ne sont pas leurs parentes.
2. Interdiction pour les hommes clerc ou laïque de pénétrer dans un couvent de femmes ou d'avoir une liaison avec des religieuses. Ils ne peuvent venir qu'au parloir. Accès interdit pour les juifs aux couvents des religieuses.
3. La présence des femmes est interdite dans la chambre de l'évêque, sinon en présence de deux prêtres ou diacres.
4. L'exclusion est prononcée pour toute personne retenant des donations faites à l'Église.
5. Interdiction pour les clerc de porter une tenue laïque, voire des armes ; dans le cas contraire, il peut être emprisonné pendant trente jours, au pain et à l'eau.
6. Interdiction pour l'archevêque de dire la Messe sans avoir revêtu le Pallium.
7. Si un juge civil s'empare d'un clerc ou le punit sans l'assentiment de l'évêque, et quand il ne s'agit pas d'un crime capital tel que meurtre, vol ou parjure, le juge sera exclu de l'Église aussi longtemps que l'évêque le trouvera bon.
8. Interdiction pour un clerc d'en citer un autre devant un juge civil. Dans le cas où le clerc appartient à un ordre inférieur, il recevra trente-neuf coups, et s'il est supérieur, il sera enfermé pendant trente jours.
9. Le jeûne est ordonné les lundis, mercredis et vendredis entre la Saint Martin et Noël.
10. Les clercs ne doivent pas s'absenter lors des célébrations, sauf avec la permission de l'évêque.
11. Les clercs vivant maritalement seront renvoyés.
12. Si une jeune fille entrée dans les ordres se marie, elle sera excommuniée de même que son époux. Seul l'évêque pourra lever cette sanction.
13. Les juifs ne doivent pas être établis juges ou percepteurs sur des chrétiens.
14. Interdiction pour les juifs de se rendre sur la place publique entre le Jeudi saint et Pâques. Reprise d'un édit du roi Childebert. Au-delà de montrer un respect envers les clercs, ils ne devront s'assoir qu'après un prêtre, s'ils y sont invités.
15. Interdiction pour les chrétiens de partager un repas avec des juifs sous peine d'excommunication.
16. Interdiction pour les juifs de posséder un esclave chrétien. Dans le cas où un juif posséderait des esclaves chrétiens ils pourraient lui être rachetés à raison de douze solidi, soit pour la liberté, soit pour l'esclavage. Dans le cas où le maître juif refuserait, l'esclave aurait le droit de partir s'installer ailleurs. Dans le cas où un juif chercherait à convertir un esclave, il perdrait cet esclave.
17. Si une personne invite une autre à faire un faux témoignage ou se parjurer, voire l'influencer, elle sera excommuniée. Elle sera également frappée du déshonneur.
18. De fausses accusations, que ce soit auprès des juges ou du roi, mèneront à l'excommunication, s'il s'agit d'un laïc et s'il s'agit d'un clerc d'un ordre supérieur, il sera déposé jusqu'à nouvel ordre.
19. Ce canon est dédié à une religieuse prénommée Agnès qui s'est sauvée d'un monastère et qui a été rattrapée. Elle fait don de biens à des gens pour l'aider. Elle est excommuniée.

## Signataires
L'assemblée est composée de 21 évêques originaires des provinces ecclésiastiques situées dans le domaine du roi Gontran,. Sont signataires :
- Priscus, évêque métropolitain de Lyon,
- Évance (Evantius), évêques métropolitain de Vienne[8],
- Arthème (Artemius), évêque métropolitain de Sens,
- Rémy (Remadius), évêque métropolitain de Bourges.

Province ecclésiastique de Vienne
- Sylvestre (Sylvester), évêque de Besançon,
- Isice Ier (Hesycius/Hesychius), évêque de Grenoble[9],
- /Ragnoald/Ragnoalde/Raynoalde (Ragnoaldus), évêque de Valence[10],
- Hiconius, évêque de Maurienne[11],
- Marcien/Marcel (Marcianus), évêque de Tarentaise[12].

Province ecclésiastique d'Arles
- Pappus, évêque d'Apt[13]
- Artemius, évêque de Vaison[14],
- Heraclius, évêques de Digne[15],
- Victor, évêque de Saint-Paul-Trois-Châteaux[16].

Province ecclésiastique de Sens
- Namatius, évêque d'Orléans,
- Gallomagnus, évêque de Troyes,
- Aunaire (Auna(cha)rius), évêque d'Auxerre,
- Agricola, évêque de Nevers.

Province ecclésiastique de Lyon
- Syagre, évêque d'Autun,
- Mummole le Bon (Mummolus), évêque de Langres,
- Flavius, évêque de Chalon-sur-Saône,
- Eusèbe (Eusebius), évêque de Mâcon.